# Tjänstegruppstecken
Tjänstegruppstecken är ett tjänstetecken som bärs för att utvisa tjänsteställning för civila arbetstagare i en försvarsmakt.

## Sverige
I samband med 2009 års befälsordning infördes ett nivåsystem motsvarande försvarsmaktens militära gradsystem för den svenska försvarsmaktens civila arbetstagare. 
Civil arbetstagare skulle bära vita tjänstegruppstecken (baserat på arméns gradbeteckningar) på civil tjänstedräkt, men reformen med vita tjänstegruppstecken blev inte genomförd. I stället bär civil arbetstagare civil klädsel. Vid tjänstgöring i fältuniform bärs sedvanliga militära gradbeteckningar som tjänstegruppstecken, kompletterade med ett vitt yrkesband (RAYONSILKEBAND 7MM VITT M1015-705007) fastsytt i nederkant av gradbeteckningen.
| Grad   | Tjänstegruppstecken       | Gradbeteckningar som |
| ------ | ------------------------- | -------------------- |
| CR 2   | Ett streck                | Menig 1kl            |
| CR 3/4 | Två vinklar               | Korpral              |
| CR 5   | En stjärnknapp            | Sergeant             |
| CR 6   | Två stjärnknappar         | Översergeant         |
| CR 7-9 | Tre stjärnknappar         | Fanjunkare           |
| CF 1   | En stjärna                | Fänrik               |
| CF 1   | Två stjärnor              | Löjtnant             |
| CF 2   | Tre stjärnor              | Kapten               |
| CF 3   | En krona och en stjärna   | Major                |
| CF 4   | En krona och två stjärnor | Överstelöjtnant      |
| CF 5   | En krona och tre stjärnor | Överste              |
| CF 6-9 | En stor stjärna           | Brigadgeneral        |

Källa:.

## Ryssland

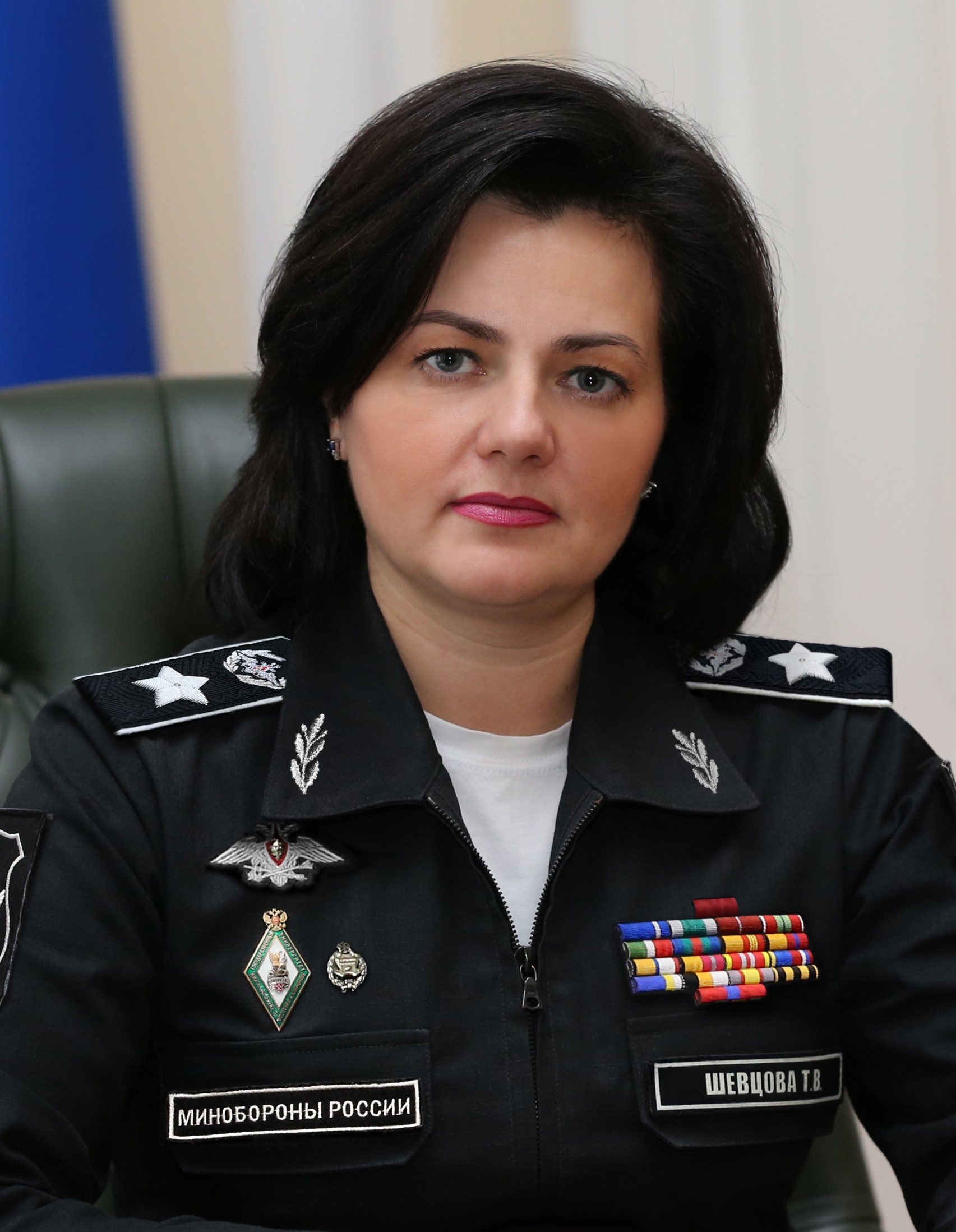
Verkligt statsråd 1. klassen vid Ryska federationens försvarsministerium med vita tjänstegruppstecken.

Civila tjänstedräkter infördes 2013 för den Ryska federationens försvarsministeriums civila arbetstagare. Till att börja med är det den civila personalen i Moskva som skall bära tjänstedräkt. Till de civila tjänstedräkterna bärs vita gradbeteckningar (tjänstegruppstecken) vilka visar den civila statsförvaltningens tjänsteklasser.

## Norge
Tjänstegruppstecken för civil personal vid tjänstgöring i uniform.
| Befattningsnivå | Tjänsteställning      | Tjänsteställningstecken    |
| --------------- | --------------------- | -------------------------- |
| COR 3           | Vervet (Visekorporal) | COR3: Vervet - Menig       |
| COR 4           | Grenader (Korporal)   | COR 4: Grenader - Korporal |
| COR 5           | Sersjant              | COR5: Sersjant             |
| CIV 1 (A)       | Fenrik                | CIV 1: Fenrik/Løytnant     |
| CIV 1 (B)       | Løytnant              | CIV 1b: Fenrik/Løytnant    |
| CIV 2           | Kaptein               | CIV 2: Kaptein             |
| CIV 3           | Major                 | CIV 3: Major               |
| CIV 4           | Oberstløytnant        | CIV 4: Oberst løytnant     |
| CIV 5           | Oberst                | CIV 5: Oberst              |
| CIV 6           | Brigader              | CIV 6: Brigader            |
| CIV 7           | Generalmajor          | CIV 7: Generalmajor        |
| CIV 8           | Generalløytnant       | CIV 8: Generalløytnant     |